# Ban Pakbong (Xaysetha)
Ban Pakbong – wieś położona w południowo-wschodnim Laosie, w prowincji Attapu, w dystrykcie Xaysetha.